# Convolvulus austroaegyptiacus
Convolvulus austroaegyptiacus är en vindeväxtart som beskrevs av Abdallah och Sa'ad. Convolvulus austroaegyptiacus ingår i släktet vindor, och familjen vindeväxter. Utöver nominatformen finns också underarten C. a. cancerianus.